# Apple IIe
Der Apple IIe war eine Weiterentwicklung des Apple II, der nach dem Scheitern des Apple III innerhalb sehr kurzer Zeit als „Verluste-Stopper“ von Apple entwickelt und Anfang 1983 veröffentlicht wurde. Er hatte serienmäßig 64 KB RAM eingebaut und verhielt sich im Wesentlichen wie ein Apple II+ mit bereits eingebauter Apple II Language Card. Eine Aufrüstung (mittels einer einzigen Steckkarte) auf 128 KB RAM, Videx-kompatible 80-Zeichen-Anzeige und verdoppelte Grafikauflösung war im Grundgerät bereits vorgesehen und wurde von fast allen Benutzern auch bald durchgeführt.
Erstmals in der Apple-II-Serie war ohne Aufrüstung die Ein- und Ausgabe von Kleinbuchstaben möglich; die Tastatur konnte sämtliche 7-Bit-ASCII-Zeichen inklusive aller Steuerzeichen erzeugen, in der deutschen Variante erstmals auch deutsche Umlaute, die nach ISO 646 kodiert waren. Zwischen amerikanischer und nationaler Tastaturbelegung und Zeichensatz konnte bei den nicht-amerikanischen Modellen mittels eines Schalters vorne unter der Tastatur gewählt werden. Aus Softwaresicht war die Umschaltung anders als beim IBM PC vollkommen transparent, es wurden keine Treiber oder ähnliches dafür benötigt.
Die Tastatur des Apple IIe konnte auch im Gegensatz zum Apple II/II+ mit einem Nummernblock erweitert werden; sie verfügte zudem als erste der Apple-II-Baureihe über die vom Apple III stammenden Open-Apple- und die Solid-Apple-Taste (später auf dem Macintosh zu „Command“ und „Option“ umbenannt). Da diesen Tasten kein ASCII-Code zugeordnet werden konnte, wurden sie so verdrahtet, dass sie aus Softwaresicht wie die beiden Feuerknöpfe eines Apple-Joysticks erschienen.
Der IIe bestand aus weniger Bestandteilen und war somit trotz seiner verbesserten Eigenschaften nicht teurer als der Apple II+, brachte Apple aber zugleich deutlich mehr Gewinn ein. Die Produktion des II+ wurde folglich sofort nach dem Erscheinen des IIe eingestellt. Da im IIe mehrere größere ASICs verwendet wurden statt der Vielzahl kleiner Standard-ICs der älteren Modelle, reduzierte sich die Zahl der Apple-Klone, da deren Hersteller diese ASICs nicht erwerben konnten und Eigenentwicklungen entsprechend teuer waren; allerdings bedeutet dies auch, dass ein defekter Apple IIe anders als der Apple II/II+ heute nicht mehr ohne weiteres repariert werden kann, da diese ASICs nicht mehr erhältlich sind.
Als Disketten-Betriebssystem diente zunächst noch das übernommene Apple DOS der älteren Modelle, ab Ende 1983 dann Apple ProDOS.
Der Apple IIe war ein Riesenerfolg, im Schnitt wurden im Jahr 1983 ca. 60.000–70.000 Computer im Monat verkauft. In Deutschland wurde er insbesondere durch die Erstausstattung von Computerräumen in Schulen bekannt.
1985 erhielt er erneut ein Hardware-Upgrade, das als „Enhanced IIe“ bekannt wurde: Der MOS 6502-Prozessor wurde durch den Rockwell R65C02 ersetzt (voll 6502-pinkompatible Variante des WDC W65C02), er erhielt einen neuen Zeichengenerator, der auch Grafikzeichen generieren konnte, und zwei Firmware-ROM-Chips wurden durch neue ersetzt. Dieses Update beseitigte mehrere bekannte Fehler der Firmware und machte ihn kompatibler zum Apple IIc und in geringerem Maße auch zum alten Apple-II-Urmodell von 1977, dessen Mini-Assembler und Step- und Trace-Befehle nun wieder vorhanden waren. Apple verkaufte auch Update-Kits mit den vier benötigten ICs und einem neuen Typenaufkleber, wodurch Benutzer der älteren Variante ihr Gerät selbst oder in einer Vertragswerkstatt zum „Enhanced IIe“ upgraden konnten. Der „Enhanced IIe“ ist an der Einschaltmeldung „Apple //e“ zu erkennen, die ältere Variante zeigt „APPLE ][“ bzw. bei aktiviertem deutschen Zeichensatz das eher komische „APPLE ÜÄ“. Ein Enhanced IIe und 128 KB RAM ist die Mindestausstattung, um praktisch alle 8-Bit Apple-II-Programme ablaufen lassen zu können. Dies gilt nicht für die Apple-IIgs-spezifischen.
1986 erschien nochmals eine neue Version, der „Platinum IIe“, der softwareseitig keine Neuerungen brachte, aber ein moderneres Gehäusedesign bot, die Chip-Zahl weiter reduzierte (wodurch der Preis sank) und einen bereits eingebauten Nummernblock hatte. In Deutschland wurde dieser Rechner allerdings nicht mehr angeboten, da Apple dort auf den Macintosh setzte. Diese Version wurde noch bis Ende 1993 gefertigt, wodurch der Apple IIe das am längsten hergestellte Computermodell in der ganzen Apple-Firmengeschichte wurde. Einige wenige Geräte sind auch heute noch bei Privatpersonen und in Schulen als Anschauungsmodell in Betrieb.

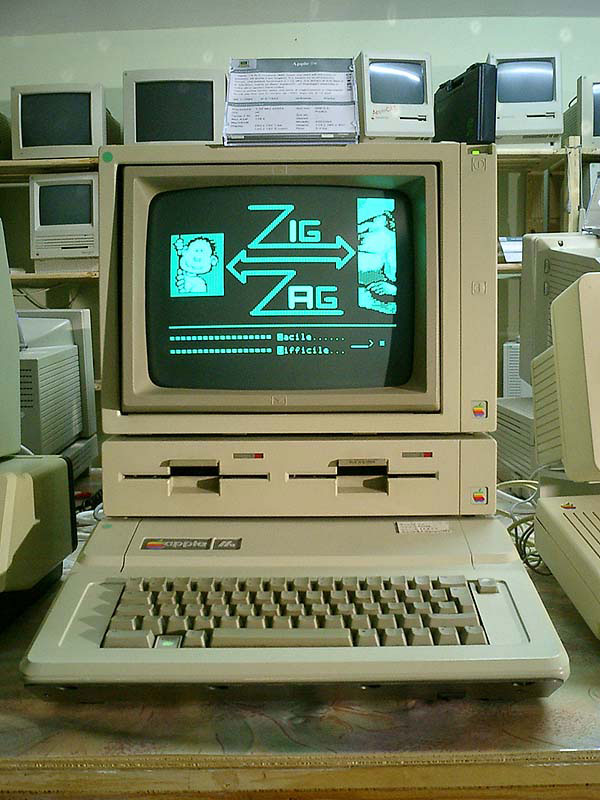
Apple IIe mit DuoDisk und Monitor II
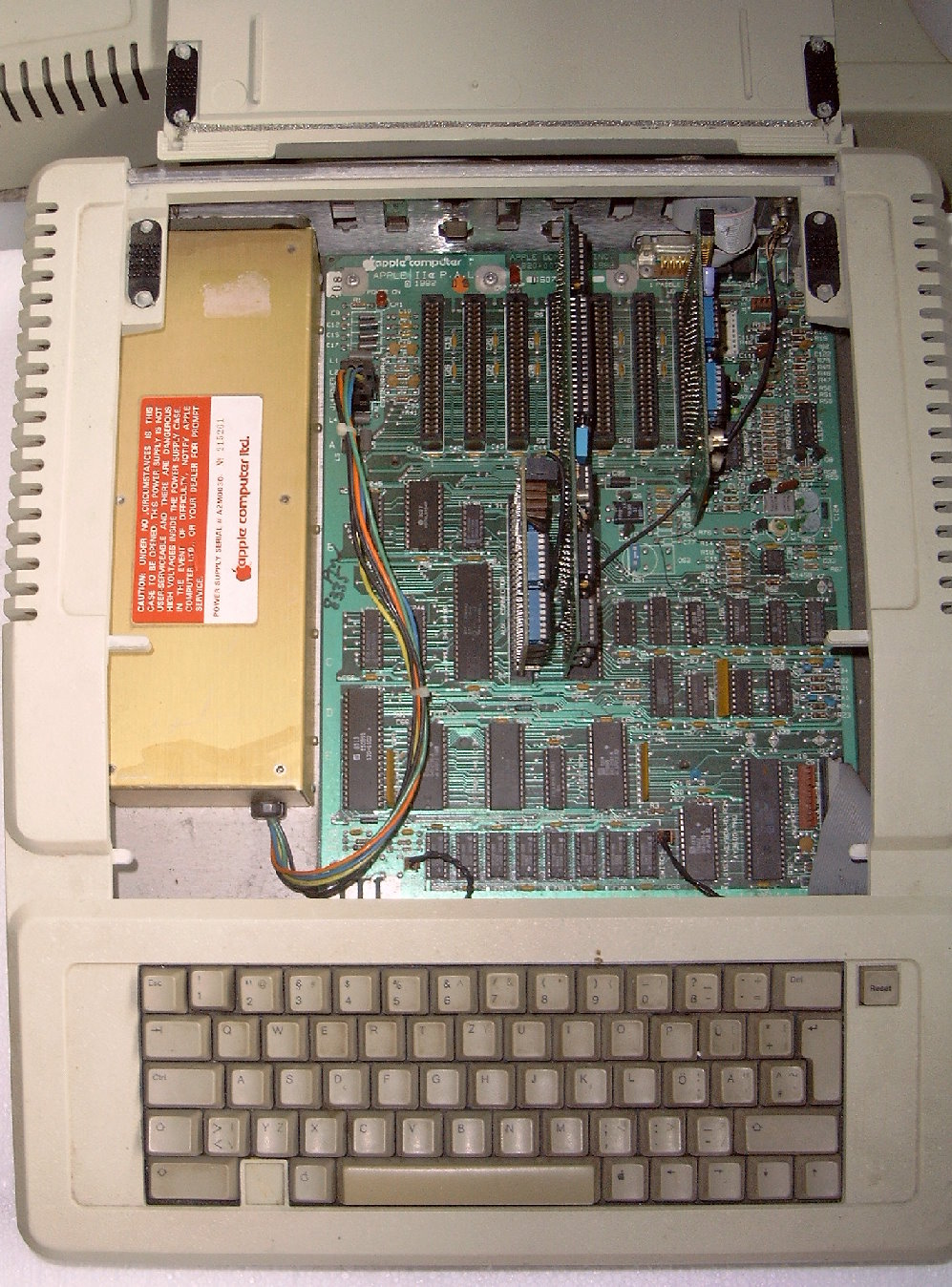
geöffneter Apple IIe. Links das Netzteil, welches keinen Lüfter benötigte. Der mit Klettverschlüssen versehene Deckel ist aufgeklappt.